# Nomascus
Nomascus (Miller, 1933) è un genere di primati della famiglia degli Hylobatidae, le cui specie sono comunemente chiamate Gibboni.

## Descrizione
Le specie di questo genere sono i gibboni più grandi dopo il siamango: la lunghezza del corpo è di circa 60 cm e il peso è tra 7 e 8 kg. Hanno un marcato dimorfismo sessuale, non nelle dimensioni, che sono approssimativamente eguali per maschi e femmine, ma nel colore. I maschi sono prevalentemente neri, mentre le femmine hanno un colore bruno-giallastro con una macchia nera alla sommità della testa. A volte le femmine hanno nere anche le dita e il petto e qualche altra parte del loro corpo può essere di colore scuro.

## Biologia
Come gli altri gibboni le specie di questo genere hanno attività diurna e vita arboricola e vivono in gruppi familiari costituiti da coppie monogame e prole. L'estensione del territorio controllato da ciascuna famiglia è tra 30 e 40 ettari. I vocalizzi sono relativamente semplici e omogenei rispetto a quelli delle altre specie di gibboni.

### Alimentazione
La dieta consiste soprattutto di frutta ma include foglie, altri alimenti vegetali e occasionalmente insetti.

### Riproduzione e sviluppo
La gestazione dura circa sette mesi e si conclude con la nascita di un solo piccolo. Il colore del neonato, indipendentemente dal sesso, è giallo oro e diviene nero dopo circa sei mesi. Quando è raggiunta la maturità sessuale (tra i 5 e gli 8 anni di età)  le femmine acquistano il loro caratteristico colore chiaro, mentre i maschi rimangono neri.

## Distribuzione e habitat
L'areale è a nord-est di quello degli altri gibboni e comprende zone della Cina meridionale (oggi solo lo Yunnan e l'isola di Hainan), del Vietnam, Laos e della Cambogia orientale. A parte lo Yunnan, il resto dell'areale è limitato a ovest dal Mekong. L'habitat è la foresta pluviale tropicale.

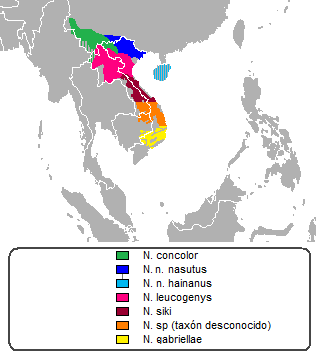

## Tassonomia
Il genere comprende le seguenti specie:
- Famiglia Hylobatidae: gibboni
  - Genere Hylobates
  - Genere Hoolock
  - Genere Symphalangus
  - Genere Nomascus
  - Nomascus concolor - Gibbone dal ciuffo 
    - N. c. concolor - Gibbone dal ciuffo di Tonkin
    - N. c. furvogaster - Gibbone dal ciuffo dello Yunnan occidentale
    - N. c. jingdongensis - Gibbone dal ciuffo dello Yunnan centrale
    - N. c. lu - Gibbone dal ciuffo laotiano

  - Nomascus nasutus - Gibbone dal ciuffo orientale
  - Nomascus hainanus - Gibbone di Hainan[2]
  - Nomascus leucogenys - Gibbone dalle guance bianche settentrionale
  - Nomascus siki - Gibbone dalle guance bianche meridionale
  - Nomascus gabriellae - Gibbone dalle guance rosa
  - Nomascus annamensis - Gibbone dalle guance bianche dell'Annam[3]